# غونزالو غيريرو
غونزالو غيريرو (بالإسبانية: Gonzalo Guerrero)‏ هو مستكشف إسباني، ولد في 1470 في بالوس دي لا فرونتيرا في إسبانيا، وتوفي في 13 أغسطس 1536 في هندوراس.